# 台灣國際兒童影展
台灣國際兒童影展，原名台灣國際兒童電視影展，創立於2004年1月，由公共電視台（簡稱為公視）與富邦文教基金會主辦，每2年舉辦一次。其主旨乃藉由多元的接觸機會，使兒童能夠富有創意思考及具有趣味充實的童年生活。活動內容除了專題影片、國際兒童影展之外，也會有和兒童一起製作的競賽影片，自2010年4月舉辦的第四屆起，改稱「台灣國際兒童影展」。

## 歷屆活動
- 第一屆 （页面存档备份，存于）：2004年1月9-13日於台北市青少年育樂中心
- 第二屆：2006年1月13-17日於台北市青少年育樂中心
- 第三屆：2008年4月4-8日於誠品書店台北信義店
- 第四屆：2010年4月1-5日於誠品書店台北信義店
- 第五屆：2012年3月29日至4月5日於台北信義威秀影城
- 第六屆：2014年3月27日至4月6日於台北信義威秀影城
- 第七屆：2016年3月31日至4月7日於台北信義威秀影城
- 第八屆：2018年3月30日至4月7日於台北信義威秀影城
- 第九屆：2020年3月27日至4月4日於台北信義威秀影城，同年2月18日宣布因COVID-19疫情停辦[1]
- 第十屆：於公視線上平台「公視+」舉行為期五周播映
- 第十一屆：2024年3月29日至4月7日於台北信義威秀影城

## 競賽
- 最佳劇情長片獎
- 最佳劇情短片獎
- 最佳動畫長片獎
- 最佳動畫短片獎
- 最佳紀錄片獎
- 最佳電視/網路節目獎
- 台灣獎

## 外部連結
- 台灣國際兒童影展 （页面存档备份，存于）
- 公共電視台（页面存档备份，存于）

1. ↑  聯合新聞網. . 噓！星聞.   [2020-08-04]. （原始内容存档于2020-09-25） （中文（臺灣））.